# Вељково
Вељково је насеље у Србији у општини Неготин у Борском округу. Према попису из 2022. у насељу је било 92 становника (према попису из 2011. има 121 становника, према попису из 2002. било је 206 становника).

## Положај села у окружењу
Вељково је ратарско-сточарско сеоско насеље збијеног типа удаљено 16 km југоисточно од Неготина. Смештено је на 74 метара надморске висине, на левој долинској страни реке Тимок, десне притоке Дунава. Северна географска ширина насеља је 44° 07’ 24”, источна географска дужина 22° 35’ 55”, а површина атара 734 хектара. До овог насеља се може стићи асфалтним путем од Неготина преко насеља Кобишнице.
Атар Вељкова је између Рогљева, Мокрања, Кобишнице,Ковилова и Тимока као државне границе, од које је удаљен само 500 метара ваздушном линијом.

## Историја
Насеље се први пут спомиње у турским пописима 1530. године као насеље са 28 кућа, односно 1586. године као насеље са 10 кућа. На аустријској карти из 1718. године забележено је под називом Благовановац.
Најстарији остаци из прошлости су зидови од тесаног кречњака и опека а и рбине од великих земљаних судова, под врхом брда Чуке, који су по предању из времена „Лаћина“. Под Чуком је и „Незнано Гробље“ (Морминц Батрњ) је из прошлости данашњег села и на њему је до пре 50-60 година била капела. Први помен о Бљувановцу је на Лангеровој карти, где је на десној страни Тимока забележен Plivanaz а тек 1811. године записано је село Благовановац. Године 1846. Бљувановац је имао 58, 1866. 68 а 1924. године 105 кућа.
Претечу данашњег насеља чине пет пастирских насеобина које су се, крајем 17. и почетком 18. века, налазиле на месту званом Кусјача. До краја 19. века, када добија данашњи назив, ово насеље се називало Бљувановац. Данашње насеље се дели на Горњи и Доњи крај, док је антропогеографским и етнолошким изучавањима сврстано је у влашка насеља.
Након Првог светског рата имало је следеће фамилије: Миљешти (слава Петковица), Мадоњи (слава Петковица), Андријешта (слава Свети Стеван), Чороканешти (слава Петковица), Јерчоњи (слава Петковица), Агугурешти (слава Петковица), Пашоњи (слава Свети Никола), Његојевићи (слава Свети Никола), Шуркоњи (слава Петковица), Брндуши (слава св. Никола), Ванчин (слава Петковица), Цицирешти (слава св. Никола), Љебкојићи (слава Петковица), Паунешти (слава Петковица), Предићи (слава Свети Никола), Филиџани (слава Свети Арханђео), Недељкоњи (слава Петковица), Туфеџићи (слава Петковица), Врфани (слава Свети Никола), Никулешти (слава Митровдан), Милошевићи (слава Свети Јован), Васиљешти (слава Петковица), Балћан (слава Петковица) и Барбулешти (слава Петковица).
Заветина насеља је Спасовдан.
Становништво Вељкова је православно, приликом пописа национално се изјашњава као српско и углавном се бави ратарством, сточарством и виноградарством.
Године 1921. Вељково је имало 105 кућа и 526 становника, године 1948 – 134 кућа и 547 становника, а 2002. године 111 кућа и 190 становника.
Четвороразредна основна школа, која у насељу постоји од 1899. године, школске 2006/2007. године имала је 2 ученика.
Земљорадничка задруга у Вељкову је основана 1929. године (данас ради у саставу задруге у Рогљеву), електричну расвету насеље добија 1957. године, асфалтни пут 1970, а телефонске везе са светом 1980. године.
Село се до краја 19. века звало Бљувановац, када му је име промењено у Вељково, у част Хајдук Вељка Петровића.

## Демографија
Према последњем попису из 2022. године у Вељкову је живело 92 становника што је за 29 мање у односу на 2011. када је на попису било 121 становника. У насељу живи 85 пунолетних становника, а просечна старост становништва износи 59,43 година (56,64 код мушкараца и 62,62 код жена).
Према подацима пописа из 2022. у насељу има 47 домаћинства, а просечан број чланова по домаћинству је 1,96 а према истом попису у насељу има 115 стамбених јединица од којих је 58 насељених.
Ово насеље је великим делом насељено Србима (према попису из 2002. године), а у последња три пописа, примећен је пад у броју становника.
|  |

| Демографија | Демографија | Демографија |
| Година      | Становника  | Становника  |
| ----------- | ----------- | ----------- |
| 1948.       | 547         |             |
| 1953.       | 560         |             |
| 1961.       | 483         |             |
| 1971.       | 443         |             |
| 1981.       | 371         |             |
| 1991.       | 316         | 275         |
| 2002.       | 206         | 257         |
| 2011.       | 121         |             |
| 2022.       | 92          |             |

| Етнички састав према попису из 2002.‍ | Етнички састав према попису из 2002.‍ | Етнички састав према попису из 2002.‍ | Етнички састав према попису из 2002.‍ | Етнички састав према попису из 2002.‍ |
| ------------------------------------ | ------------------------------------ | ------------------------------------ | ------------------------------------ | ------------------------------------ |
|                                      |                                      |                                      |                                      |                                      |
| Срби                                 | Срби                                 |                                      | 203                                  | 98,54%                               |
| Хрвати                               | Хрвати                               |                                      | 1                                    | 0,48%                                |
| Румуни                               | Румуни                               |                                      | 1                                    | 0,48%                                |
| непознато                            | непознато                            |                                      | 1                                    | 0,48%                                |

| \| \| м \| \| \| ж \| \| ? \| 1 \| \| \| 3 \| \| 80+ \| 1 \| \| \| 3 \| \| 75—79 \| 14 \| \| \| 8 \| \| 70—74 \| 12 \| \| \| 23 \| \| 65—69 \| 7 \| \| \| 10 \| \| 60—64 \| 12 \| \| \| 10 \| \| 55—59 \| 4 \| \| \| 4 \| \| 50—54 \| 11 \| \| \| 12 \| \| 45—49 \| 10 \| \| \| 5 \| \| 40—44 \| 5 \| \| \| 4 \| \| 35—39 \| 5 \| \| \| 1 \| \| 30—34 \| 3 \| \| \| 3 \| \| 25—29 \| 8 \| \| \| 6 \| \| 20—24 \| 1 \| \| \| 2 \| \| 15—19 \| 1 \| \| \| 4 \| \| 10—14 \| 1 \| \| \| 3 \| \| 5—9 \| 3 \| \| \| 3 \| \| 0—4 \| 1 \| \| \| 2 \| \| Просек : \| 54,1 \| \| \| 54,5 \| |      |  |  |      |
| |      |  |  |      |
| | м    |  |  | ж    |
| ? | 1    |  |  | 3    |
| 80+ | 1    |  |  | 3    |
| 75—79 | 14   |  |  | 8    |
| 70—74 | 12   |  |  | 23   |
| 65—69 | 7    |  |  | 10   |
| 60—64 | 12   |  |  | 10   |
| 55—59 | 4    |  |  | 4    |
| 50—54 | 11   |  |  | 12   |
| 45—49 | 10   |  |  | 5    |
| 40—44 | 5    |  |  | 4    |
| 35—39 | 5    |  |  | 1    |
| 30—34 | 3    |  |  | 3    |
| 25—29 | 8    |  |  | 6    |
| 20—24 | 1    |  |  | 2    |
| 15—19 | 1    |  |  | 4    |
| 10—14 | 1    |  |  | 3    |
| 5—9 | 3    |  |  | 3    |
| 0—4 | 1    |  |  | 2    |
| Просек : | 54,1 |  |  | 54,5 |

| Година пописа     | 1948. | 1953. | 1961. | 1971. | 1981. | 1991. | 2002. |
| ----------------- | ----- | ----- | ----- | ----- | ----- | ----- | ----- |
| Број домаћинстава | 134   | 130   | 117   | 111   | 97    | 92    | 77    |

| Број чланова      | 1  | 2  | 3  | 4 | 5 | 6 | 7 | 8 | 9 | 10 и више | Просек |
| ----------------- | -- | -- | -- | - | - | - | - | - | - | --------- | ------ |
| Број домаћинстава | 21 | 25 | 12 | 8 | 4 | 3 | 3 | 1 | 0 | 0         | 2,68   |

| Пол    | Укупно | Неожењен/Неудата | Ожењен/Удата | Удовац/Удовица | Разведен/Разведена | Непознато |
| ------ | ------ | ---------------- | ------------ | -------------- | ------------------ | --------- |
| Мушки  | 95     | 13               | 69           | 8              | 5                  | 0         |
| Женски | 98     | 9                | 63           | 21             | 5                  | 0         |
| УКУПНО | 193    | 22               | 132          | 29             | 10                 | 0         |

| Пол    | Укупно                    | Пољопривреда, лов и шумарство | Рибарство                            | Вађење руде и камена | Прерађивачка индустрија       |
| ------ | ------------------------- | ----------------------------- | ------------------------------------ | -------------------- | ----------------------------- |
| Мушки  | 44                        | 25                            | 0                                    | 0                    | 4                             |
| Женски | 34                        | 30                            | 0                                    | 0                    | 0                             |
| Укупно | 78                        | 55                            | 0                                    | 0                    | 4                             |
|        |                           |                               |                                      |                      |                               |
| Пол    | Производња и снабдевање   | Грађевинарство                | Трговина                             | Хотели и ресторани   | Саобраћај, складиштење и везе |
| Мушки  | 1                         | 0                             | 5                                    | 1                    | 2                             |
| Женски | 0                         | 0                             | 0                                    | 1                    | 0                             |
| Укупно | 1                         | 0                             | 5                                    | 2                    | 2                             |
|        |                           |                               |                                      |                      |                               |
| Пол    | Финансијско посредовање   | Некретнине                    | Државна управа и одбрана             | Образовање           | Здравствени и социјални рад   |
| Мушки  | 0                         | 1                             | 4                                    | 0                    | 1                             |
| Женски | 0                         | 0                             | 0                                    | 1                    | 2                             |
| Укупно | 0                         | 1                             | 4                                    | 1                    | 3                             |
|        |                           |                               |                                      |                      |                               |
| Пол    | Остале услужне активности | Приватна домаћинства          | Екстериторијалне организације и тела | Непознато            | Непознато                     |
| Мушки  | 0                         | 0                             | 0                                    | 0                    | 0                             |
| Женски | 0                         | 0                             | 0                                    | 0                    | 0                             |
| Укупно | 0                         | 0                             | 0                                    | 0                    | 0                             |